# Muscari racemosum
El jacinto muscari (Muscari racemosum) es una planta bulbosa perenne nativa del sudoeste de Turquía, donde crece en zonas rocosas. Se usa como planta ornamental. En horticultura se la conoce también con el sinónimo Muscari muscarimi.